# Spionageabwehr
Spionageabwehr bezeichnet die Tätigkeiten von Sicherheitsbehörden, fremde Spione im eigenen Land aufzuklären und zu bekämpfen, um Staatsgeheimnisse zu schützen. Sie umfasst die Abwehr von Spionage-, Sabotage- und sonstigen aktiven Maßnahmen (z. B. politische Beeinflussung) fremder Nachrichtendienste. In einem engen Begriffsverständnis versteht man unter Spionageabwehr nur diese repressiven Maßnahmen. Im weiteren Sinne zählt dazu auch die präventive Spionageabwehr, der personelle und materielle Geheimschutz. Dieser erfolgt durch z. B. den Schutz von Verschlusssachen oder die Sicherheitsüberprüfung von Geheimnisträgern und deren Sensibilisierung vor den Gefahren durch Ausspähung und Ansprache durch gegnerische Nachrichtendienste. Auch die mit dieser Aufgabe betrauten Organisationseinheiten werden Spionageabwehr genannt.
Spionageabwehr zielt nicht nur auf die Abwehr von Angriffen auf Geheimnisse staatlicher Stellen. Sie soll auch vor Spionagetätigkeiten gegen die eigene Wirtschaft schützen, um einerseits Wettbewerbsnachteile zu vermeiden und andererseits den Abfluss von Wissen über Wehrtechnik zu verhindern. Dazu zählen auch Technologien, die geeignet sind, Massenvernichtungswaffen und deren Trägersysteme herzustellen.
Die Gegenspionage ist vom Begriff der Spionageabwehr abzugrenzen. Sie beschreibt die Sammlung und Auswertung von Informationen mit dem Ziel, Erkenntnisse über Strukturen, Methoden, Mittel und Absichten fremder Nachrichtendienste zu gewinnen. Dazu zählt auch die Anwerbung derer Mitarbeiter als Doppelagenten.

## Spionageabwehr in Deutschland
Alle deutschen Nachrichtendienste sind mit der Spionageabwehr befasst. Grundsätzlich ist gemäß § 3 Abs. 1 Nr. 2 BVerfSchG das Bundesamt für Verfassungsschutz zuständig. Auch die Landesbehörden für Verfassungsschutz besitzen diese Kompetenz. Der Militärische Abschirmdienst wehrt gemäß § 1 1 Abs. 1 Nr. 2 MAD-Gesetz die Spionage gegen den Geschäftsbereich des Bundesministeriums der Verteidigung ab, wozu auch die Auslandseinsätze der Bundeswehr gehören. Der Bundesnachrichtendienst bekämpft gemäß BND-Gesetz die gegen ihn selbst gerichtete Spionage in eigener Zuständigkeit.
Im Rahmen der Gefahrenabwehr und Strafverfolgung ist auch die Polizei, hier insbesondere das Bundeskriminalamt und die Landeskriminalämter, involviert. Auf Seite der Staatsanwaltschaft ist allein der Generalbundesanwalt beim Bundesgerichtshof für die Verfolgung von Spionage-Tatbeständen befugt (§ 142a Abs. 1 Satz 1 GVG). Dort besteht eine eigene Spionageabteilung. Dazu zählen unter anderem Landesverrat (§ 94 StGB) und geheimdienstliche Agententätigkeit (§ 99 StGB). Sie werden vor den Oberlandesgerichten angeklagt, die in Organleihe gemäß Art. 96 Abs. 5 Nr. 5 Grundgesetz i. V. m. § 120 Abs. 6 GVG Bundesgerichtsbarkeit ausüben.

## Spionageabwehrbehörden in anderen Staaten
| Land                   | Spionageabwehrbehörde                                                                     |
| ---------------------- | ----------------------------------------------------------------------------------------- |
| Australien             | Australian Security Intelligence Organisation (ASIO)                                      |
| Belgien                | Staatssicherheit (VSSE)                                                                   |
| Brasilien              | Agência Brasileira de Inteligência (ABIN)                                                 |
| Dänemark               | Politiets Efterretningstjeneste (PET)                                                     |
| Frankreich             | Direction générale de la sécurité intérieure (DGSI)                                       |
| Griechenland           | Ethniki Ypiresia Pliroforion (EYP)                                                        |
| Indien                 | Intelligence Bureau                                                                       |
| Israel                 | Schin Bet                                                                                 |
| Italien                | Agenzia Informazioni e Sicurezza Interna Centro Intelligence Interforze                   |
| Kanada                 | Canadian Security Intelligence Service (CSIS)                                             |
| Niederlande            | Algemene Inlichtingen- en Veiligheidsdienst (AIVD)                                        |
| Österreich             | Bundesamt für Verfassungsschutz und Terrorismusbekämpfung (zivil) Abwehramt (militärisch) |
| Pakistan               | Inter-Services Intelligence                                                               |
| Polen                  | Agencja Bezpieczeństwa Wewnętrznego (ABW)                                                 |
| Portugal               | Serviço de Informações de Segurança (SIS)                                                 |
| Rumänien               | Serviciul Român de Informații (SRI)                                                       |
| Russland               | FSB                                                                                       |
| Schweden               | Säkerhetspolisen (Säpo)                                                                   |
| Schweiz                | Nachrichtendienst des Bundes (NDB) Militärpolizei Abschirmdetachement (MPAD)              |
| Südafrika              | State Security Agency                                                                     |
| Tschechische Republik  | Bezpečnostní informační služba (BIS)                                                      |
| Türkei                 | MIT                                                                                       |
| Vereinigtes Königreich | Security Service (MI5)                                                                    |
| USA                    | Federal Bureau of Investigation (FBI) Defense Intelligence Agency (DIA)                   |